# Дарданелли
Дардане́лли (тур. Çanakkale Boğazı, грец. Δαρδανέλλια, раніше грец. Eλλήσποντος — Геллеспонт) — протока між європейським півостровом Галліполі та півостровом Мала Азія у Туреччині.
Протока з'єднує Егейське та Мармурове моря. Довжина 120,5 км, ширина від 1,3 до 18,5 км, глибина до 53—106 м. Порти — Геліболу, Чанаккале (Туреччина). Береги складені пісковиками, вапняками, покриті мізерною рослинністю.
Водообмін через Дарданелли визначається різницею щільності води прилеглих морів. Поверхнева течія, направлена із північного сходу на південний захід, несе з Мармурового моря розпріснені, менш щільні води (солоність 25,5—29,0 ‰, густина 1,018). Швидкість 2—6 км/год. Глибинна течія рухається з південного заходу на північний схід, несе з Егейського моря солону (до 38,5 ‰) і щільну (1,028—1,029) воду.
У давнину Дарданелли називалися Геллеспонт.
Під час Першої світової війни за стратегічно важливу протоку Дарданелли йшли важкі бої між Османською імперією та Антантою.

## Джерела

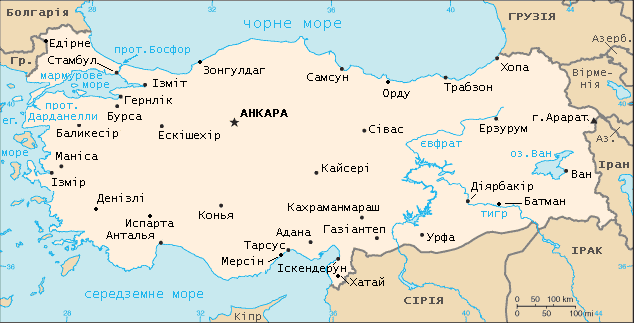
Мапа Туреччини. Протока Дарданелли-у лівій частині мапи.